# Orekhovo-Zuievo
Orekhovo-Zuievo (russo:  Оре́хово-Зу́ево, tr. Orékhovo-Zúievo) é uma cidade industrial da Rússia situada no oblast de Moscou. Localiza-se a 85 km ao leste da cidade de Moscou, e tem uma população de cerca de 120 670 habitantes (2010). 

## Esporte
A cidade de Orekhovo-Zuievo é a sede do Estádio Znamia Truda e do FC Znamia Truda Orekhovo-Zuievo, que participa do Campeonato Russo de Futebol.